# Liste der denkmalgeschützten Objekte in Niederkappel
Die Liste der denkmalgeschützten Objekte in Niederkappel enthält die denkmalgeschützten, unbeweglichen Objekte der Gemeinde Niederkappel in Oberösterreich (Bezirk Rohrbach).

## Denkmäler
| Foto |                 | Denkmal                                                        | Standort                                    | Beschreibung | Metadaten |
| ---- | --------------- | -------------------------------------------------------------- | ------------------------------------------- | --- | --- |
| ja   | Datei hochladen | Kath. Pfarrkirche hl. Andreas HERIS-ID: 17641 Objekt-ID: 13925 | Hauptstraße Standort KG: Niederkappel       | Die katholische Pfarrkirche, auch als Mühlviertler Dom bezeichnet, ist ein monumentaler Bau und ein Denkmal späthistoristischer Kirchenkunst der Neorenaissance. Der zwischen 1404 und 1411 errichtete gotische Bau wurde in den zwischen 1890 und 1895 errichteten, genordeten Neubau integriert. Der Turm wurde 1907 barockisierend erhöht. Die Inneneinrichtung stellt ein einheitliches, von der deutschen Spätrenaissance inspiriertes Ensemble dar. | BDA-Hist.: Q23907806 Status: § 2a Stand der BDA-Liste: 2025-06-30 Name: Kath. Pfarrkirche hl. Andreas GstNr.: 6296 St. Andreas (Niederkappel) |
| ja   | Datei hochladen | Pfarrhof HERIS-ID: 17642 Objekt-ID: 13926                      | Hauptstraße 5 Standort KG: Niederkappel     | Der Pfarrhof, ehemals Schloss Kapell, stammt aus dem zweiten Drittel des 17. Jahrhunderts. Das zweigeschoßige Ackerbürgerhaus hat eine spätbarocke Fassade mit Eckquaderung und Stuckdekor, der Wirtschaftstrakt dient heute als Pfarrheim. | BDA-Hist.: Q15127688 Status: § 2a Stand der BDA-Liste: 2025-06-30 Name: Pfarrhof GstNr.: 6276 Pfarrhof (Niederkappel)                         |
| ja   | Datei hochladen | Bildstock HERIS-ID: 17644 Objekt-ID: 13928                     | vor Schulstraße 8 Standort KG: Niederkappel | Der Tabernakelpfeiler vor dem Schulgebäude stammt aus dem 17. Jahrhundert und besteht aus zwei übereinanderliegenden Tabernakeln, einem reliefierten Kreuz und Bildern der hll. Christophorus und Andreas. | BDA-Hist.: Q37840534 Status: § 2a Stand der BDA-Liste: 2025-06-30 Name: Bildstock GstNr.: 6292                                                |